# ویلیام تامسون
ویلیام تامسون، بارون کِلوین یکُم (به انگلیسی: William Thomson, 1st Baron Kelvin)
(زادهٔ ۱۸۲۴، درگذشتهٔ ۱۹۰۷)، که بیشتر با نام لُرد کلوین (Lord Kelvin) مشهور است، ریاضیدان و فیزیک‌دان و مهندس بریتانیایی و یکی از پیشگامان مهم علوم طبیعی در قرن نوزدهم بود.
او کارهای مهمی در تحلیل ریاضی الکتریسیته و ترمودینامیک انجام داد و تلاش‌های زیادی برای وحدت بخشیدن به حوزه‌های مختلف فیزیک به شکل مدرن آن کرد. اما آنچه باعث شهرتش شد، کار دومش یعنی مهندسی تلگراف بود.
طرح جالب او یعنی انتقال اطلاعات به آن سوی اقیانوس اطلس از طریق کابل‌های زیردریایی برای زمان خودش بسیار نوآورانه و دور از دسترس بود. شهرتی که از این راه بدست آورد حتی با کسب کرسی استادی علوم طبیعی دانشگاه گلاسگو در سن ۲۳ سالگی به دست نیاورد.

## زندگی
ویلیام تامسون در ایرلند شمالی متولّد شد. پدرش استاد ریاضی دانشگاه گلاسگو بود و ویلیام هم از ۱۰ سالگی، تحصیل در دانشگاه گلاسکو را شروع کرد. در آن زمان، دانشگاه بسیاری از امکانات تحصیل مدارس ابتدایی را برای دانش آموزان بااستعداد فراهم می‌کرد. ویلیام تامسون خیلی زود به ریاضیات و مبانی فیزیک علاقه‌مند شد و مقاله‌هایی دربارهٔ حرکت اجسام نوشت. او به خاطر پیشنهاد مقیاس دمای ترمودینامیکی کلوین معروف است. این واحد اندازه‌گیری دما که مستقل از خواص فیزیکی ماده‌است، به افتخار او «مقیاس دمای کلوین» نام گرفته‌است. در این سیستم اندازه‌گیری، «صفر کلوین» پایین‌ترین دمای ممکن است که با هیچ فرایند فیزیکی نمی‌توان به آن رسید، اما می‌توان به آن نزدیک شد.
باورهای دینی کلوین، او را به اندیشه دربارهٔ مرگ گرمایی جهان، سوق داد و به این ترتیب، بیان اولیه‌ای از قانون دوم ترمودینامیک ارائه داد. از نظر او گرمای خورشید و دیگر منابع گرمایی در جهان، با هیچ روشی قابل ذخیره‌سازی نیست و گرمای کل جهان در حال اتلاف است. این ایده مبنایی شد برای مفهوم آنتروپی و بی نظمی.
کلوین در حوزه زمین‌شناسی هم صاحب نظریه بود و به خاطر اعتقادش به مسیحیت، خلقت‌گرا به حساب می‌آمد. او با کمک دانسته‌هایش در ترمودینامیک توانسته بود عمر خورشید و همچنین زمین را تخمین بزند. با انتشار کتاب منشأ انواع داروین به مخالفت با آن پرداخت و معتقد بود که عمر خورشید (برابر آنچه که او تخمین زده بود) کمتر از آن است که برای درستی نظریه تکامل لازم است. بعدها اگرچه در گفتگوهای خصوصی به نادرستی تخمین خود معترف بود، اما همچنان با نظریه تکامل مخالف ماند.
کلوین تا زمان مرگش در ۱۹۰۷ جوایز و افتخارات زیادی مانند نشان شوالیه را از آنِ خود کرد. اما مهم‌ترین آن‌ها گرفتن لقب اشرافی «لُرد کلوین» بود. کلوین، نام رودخانه‌ای است که از زمین‌های دانشگاه گلاسکو در غرب شهر گلاسگو رد می‌شود.